# Harmothoe tridestinensis
Harmothoe tridestinensis är en ringmaskart som beskrevs av Ernst Ferdinand Nolte 1936. Harmothoe tridestinensis ingår i släktet Harmothoe och familjen Polynoidae. Inga underarter finns listade i Catalogue of Life.